# Base des garde-côtes de Kodiak
La base de Kodiak est une station aérienne de la Garde côtière des États-Unis situé à Kodiak, en Alaska. C'est l'une des plus grandes unités de la Garde côtière, et la plus grande en service dans la zone Pacifique, avec des effectifs de 65 officiers et 317 militaires du rang en 2010. Elle partage son aérodrome avec l'aéroport civil de Kodiak. La station fonctionne avec des hélicoptères Sikorsky HH-60 Jayhawk et HH-65 Dolphin, et des avions Hercules Lockheed HC-130.

## Histoire

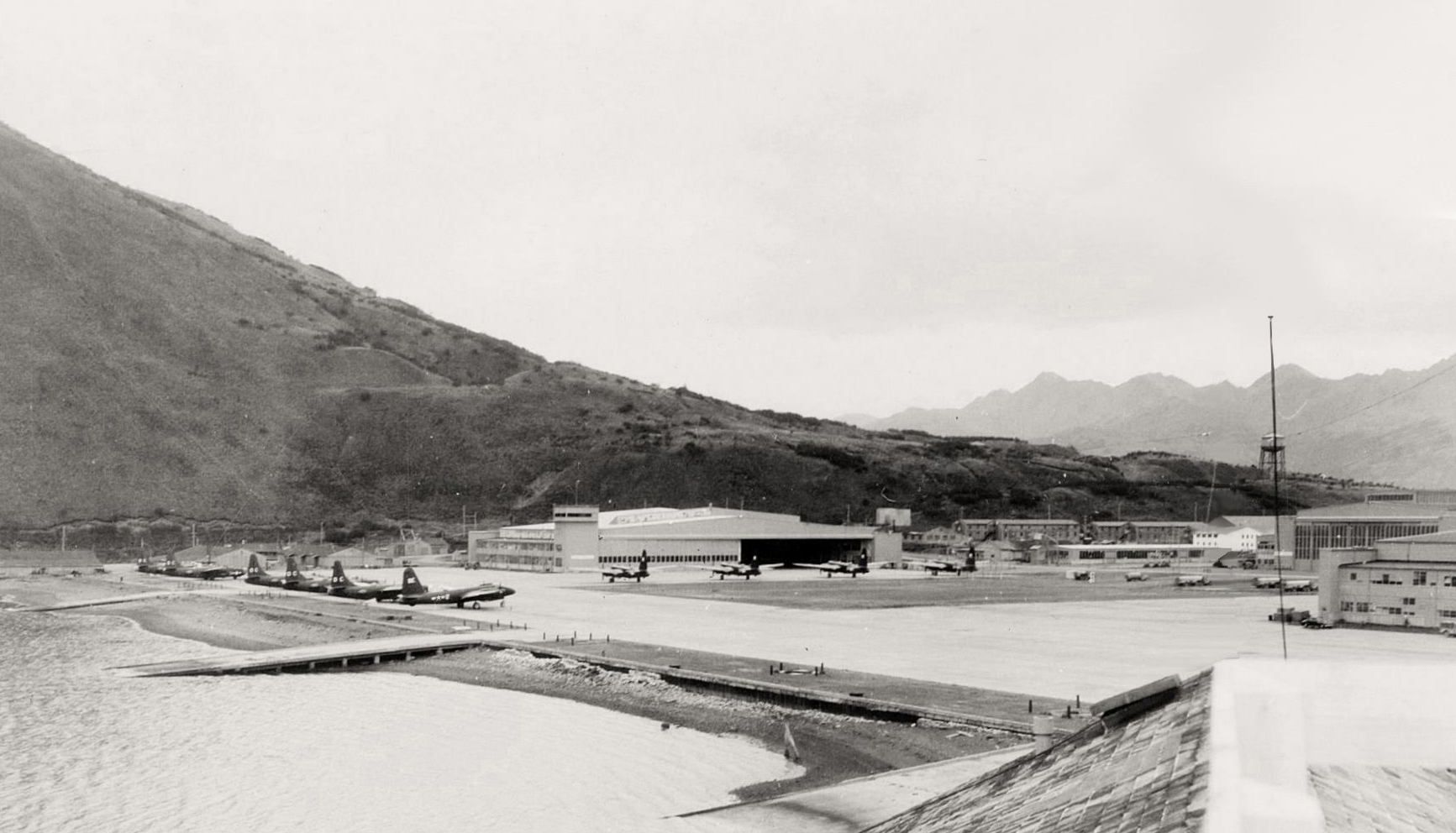
La base de Kodiak en 1949.

La marine américaine commence la construction d'une base aéronavale à Kodiak en septembre 1939, et la station est commissionnée le 15 juin 1941. Avec l'accueil d'un escadron d'hydravion Catalina au début de la Seconde Guerre mondiale, la base de Kodiak soutient la campagne des îles Aléoutiennes en 1943. 
En avril 1947, la base des garde-côtes de Kodiak commande un détachement aérien avec sept pilotes et 30 hommes de troupe exploitant une seule PBY Catalina. Ce fut le premier avion de la Garde côtière stationnés en permanence en Alaska.
En octobre 1950, Kodiak devient station navale, et en 1972, le site est remis à la Garde côtière des États-Unis.

## Opération
La mission principale de la station est la recherche et le sauvetage aérien dans un rayon de 10 000 000 km2, une zone de responsabilité qui couvre le golfe de l'Alaska, la baie de Bristol, la mer de Béring et la côte du Pacifique de l'Alaska. Elle est également responsable de patrouiller la pêche hauturière, du déploiement des hélicoptères HH-65 à bord de High Endurance Cutters opérant au large de l'Alaska, et de fournir un soutien logistique aux différentes unités de la Garde côtière dans la région. Sa mission comprend aussi le soutien au personnel de navigation qui s'occupe de balises qui ne sont accessibles que par les airs.